# Parafia Ducha Świętego w Żabnie
Parafia pw. Ducha Świętego w Żabnie – parafia rzymskokatolicka znajdująca się w diecezji tarnowskiej w dekanacie Żabno. Erygowana w 1374. Mieści się przy Rynku. Prowadzą ją księża diecezjalni.
Obecnie proboszczem parafii jest ks. Jerzy Kawik.